# Til svineofring hos Papuaer
|  | Denne artikel er oprettet af botten PalnaBot ud fra en ekstern database. Den kan derfor have sproglige fejl eller mangler. Denne skabelon kan fjernes efter kontrol af indholdet. |

Til svineofring hos Papuaer er en film instrueret af Hakon Mielche.

## Handling
Svinefest blandt papuaer i den østlige del af New Guinea.